# Paracrinia haswelli
Genre
Espèce
Synonymes
- Crinia haswelli Fletcher, 1894

Statut de conservation UICN

 LC  : Préoccupation mineure
Paracrinia haswelli, unique représentant du genre Paracrinia, est une espèce d'amphibiens de la famille des Myobatrachidae.

## Répartition
Cette espèce est endémique du Sud-Est de l'Australie. Elle se rencontre entre 50 et 700 m d'altitude du Nord de la Nouvelle-Galles du Sud jusqu'à l'Est du Victoria. Son aire de répartition couvre environ 96 500 km2.

## Description
Paracrinia haswelli mesure environ 30 mm. Cette espèce a la face dorsale brun noisette, gris argenté ou gris terne. Sa face ventrale est brun sombre ou noirâtre avec des taches claires.

## Étymologie
Son nom d'espèce lui a été donné en l'honneur de William Aitcheson Haswell qui a permis la découverte des premiers spécimens.

## Publications originales
- Fletcher, 1894 : Description of a new cystignathoid frog from New South Wales. Proceedings of the Linnean Society of New South Wales, sér. 2, vol. 8, p. 522-523 (texte intégral).
- Heyer & Liem, 1976 : Analysis of the intergeneric relationships of the Australian frog family Myobatrachidae. Smithsonian Contributions to Zoology, vol. 233, p. 1-29.